# Decoración (comida)

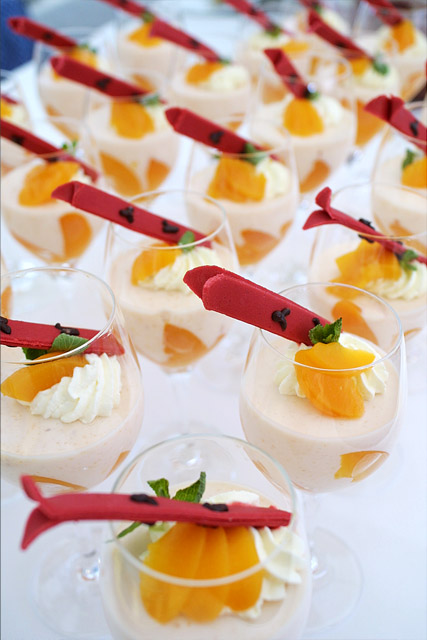
Mousse de melocotón adornada con nata montada, hojas de menta, melocotón rebanado y dulces en forma de esquí.

En cocina, la decoración se refiere al ingrediente u otro elemento usado para adornar un plato o una bebida. Al igual que los condimentos, la decoración puede aportar un nuevo matiz de sabor que realce o contraste, pero a diferencia de éste, su función es principalmente estética. La decoración también puede aportar nuevas texturas en boca, como es el caso de los crutones o barquillos, que son crocantes. La decoración es un aspecto importante en el contexto de la alta cocina. También lo es en la coctelería profesional para la decoración de cócteles. En repostería, se aplica principalmente la decoración en tartas y en galletas. Por influencia del francés y el inglés, a veces al adorno se le denomina garni o garnish.
Algunos ejemplos de decoraciones habituales son las hojas de perejil o de menta, las flores comestibles, las semillas de sésamo (ajonjolí), gajos de limón o lima para las bebidas, o las frutas del bosque y el fondant para los postres. Las decoraciones también pueden ser productos no comestibles, como un paraguas de cóctel o el baran del sushi. 
La decoración no se debe confundir con la guarnición, que es una preparación culinaria que se sirve aparte del plato principal y sirve de acompañamiento. 

## Listado

### Comidas y entrantes
Decoraciones habituales para una comida o aperitivo son:

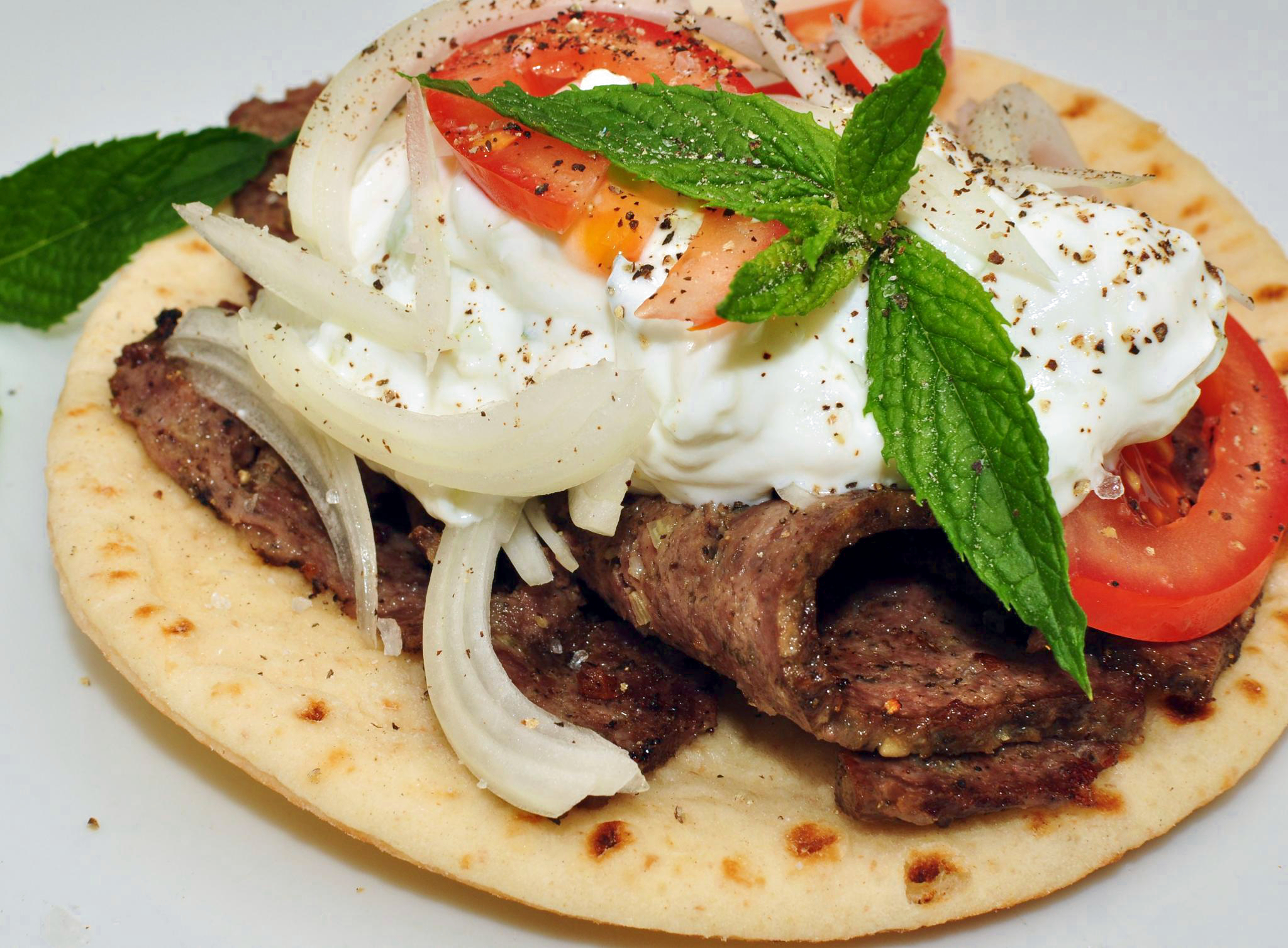
Un gyro decorado con hojas de menta.

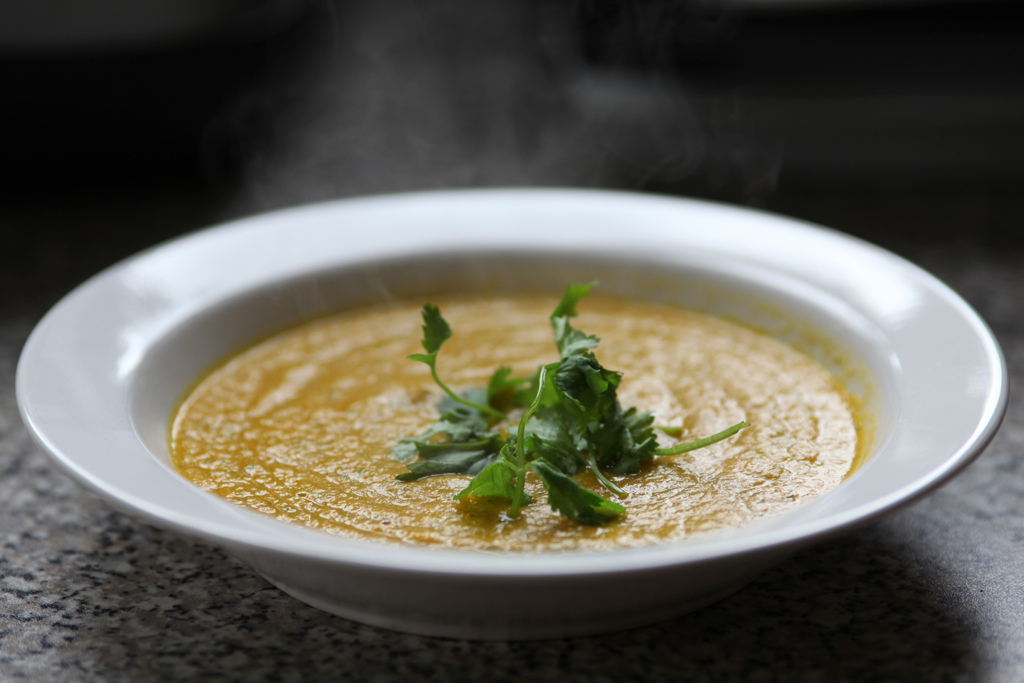
Sopa de zanahoria adornada con hojas de perejil

- Aceite de oliva, en gotas o rociado.[5]
- Hojas de albahaca o de albahaca de limón.
- Algas comestibles, usadas en las gastronomías asiáticas. Por ejemplo, las hojas de alga nori, usadas para decorar sashimi y otros.[6][7]
- Almendras, que sirven para decorar platos de judías verdes (ejote), patatas (papas), pescado, espárragos... también las nueces y otros frutos secos.
- Bawang goreng, frituras de chalota, decoración típica en la cocina indonesia.
- Caviar, huevas de esturión[8]
- Apio picado.
- Cebollino picado.[9][10]
- Chiles (ajíes, guindillas) cortados en juliana o en anillos.
- Hojas de cilantro.
- Crutones (croûton) o picatostes.
- Pepino en juliana, en rebanadas...etc.
- Duxel (duxelles).
- Cebolla frita, decoración típica para carnes.[11]
- Gremolata, una picada de ajo, perejil y limón.[12]
- Jengibre, en rodajas o rallado.[13]
- Hojas de menta[14]
- Microverdes, germinados y brotes como los brotes de soja o de bambú.[15]
- Hojas de perejil[16]
- Persilada, una majada de ajo, perejil y otras hierbas.[17]
- Rábano en rodajas.
- Setas salteadas, generalmente para acompañar carnes.[18][19]
- Semillas de sésamo[20]

### Dulces y postres
Decoraciones habituales para dulces y postres son:
- Barquillos, cuchuflíes y neulas
- Caramelo

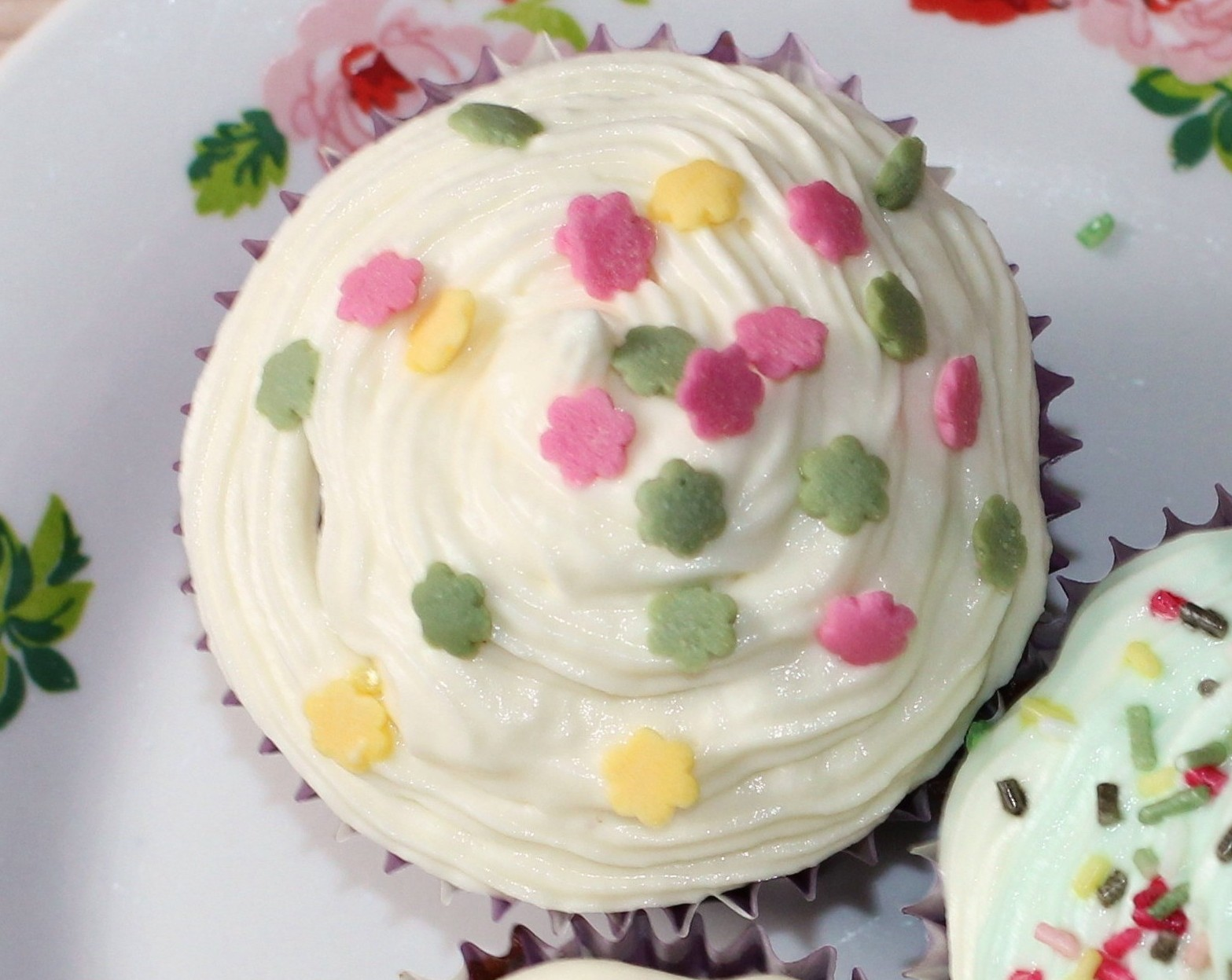
Un muffin adornado con confetti comestible.

- Chocolate, que se puede moldear a una forma deseada.
  - Fideos de chocolate
  - Granos de café cubiertos de chocolate
  - Rizos de chocolate
- Cacao en polvo
- Coco rallado[21]
- Confeti comestible y productos similares, como el muisjes, los peta zetas o las grajeas.
- Confite
- Coulis de frambuesa o de otros
- Figurita de novios, para un pastel de bodas
- Flores comestibles
- Fondant y figuras de icington.
- Gajos de frutas
- Frutos secos, enteros, machacados o incluso pulverizados[22]
- Gomul (고물), producto de la cocina coreana que sirve para decorar y que es frijol, soya u otro producto pulverizado.
- Jarabes y siropes como el butterscotch.
- Miel
- Cerezas marasquinas
- Hojas de menta
- Nata montada
- Obleas
- Tuile
- Vark (वरख), decoración que consiste en finas capas de plata (la plata en pequeñas cantidades es comestible), típico de los dulces indios.

### Bebidas

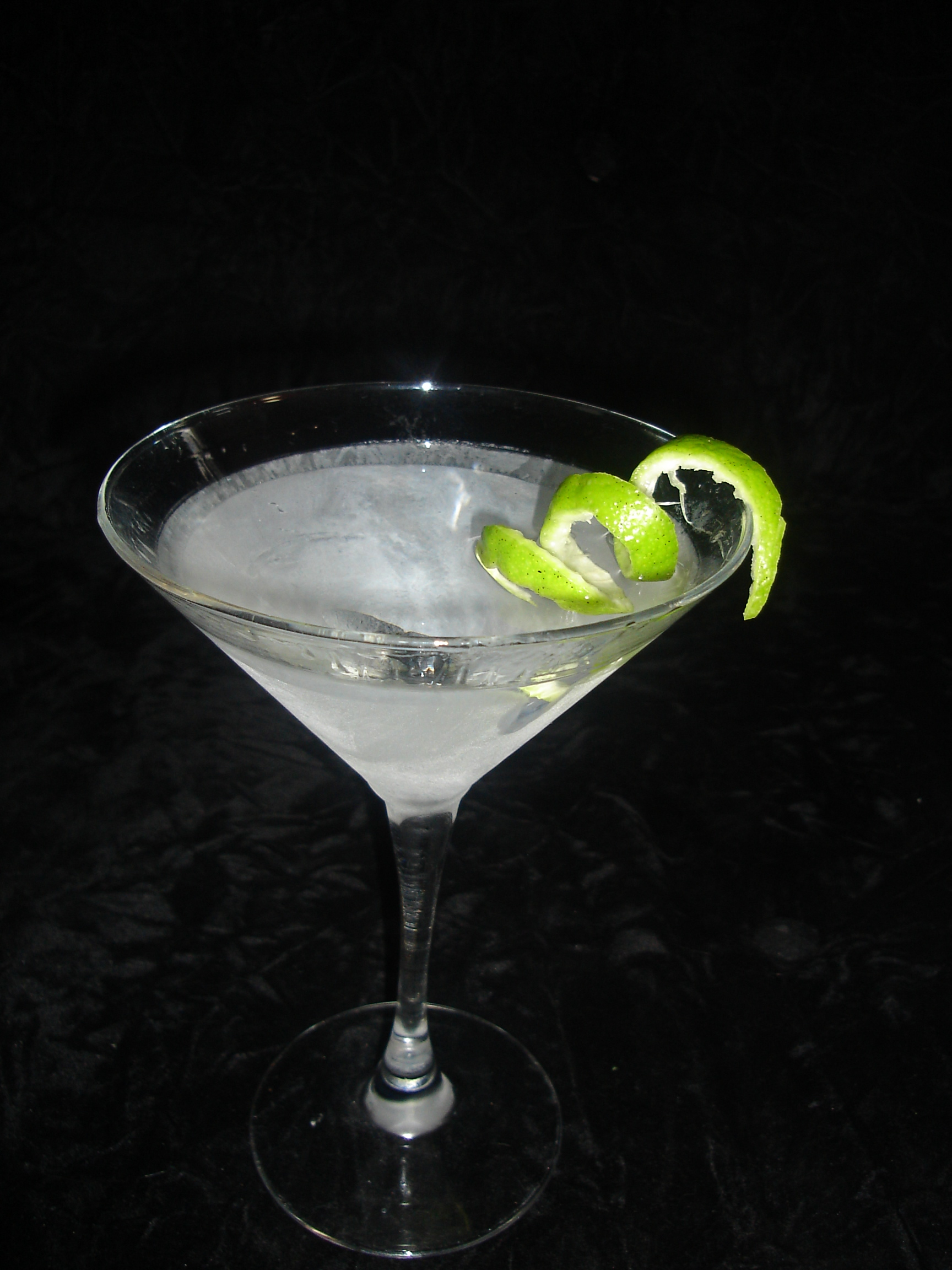
Un Martini con twist de lima.

Decoraciones habituales para bebidas de café son:
- Ramas de canela, o canela en polvo
- Polvo de cacao

Para cócteles salados, como el Bloody Mary o el Martini:
- Aceitunas, en brocheta o mondadientes
- Cebolla mini, en brocheta o mondadientes
- Palos de apio
- Palos de zanahoria
- Pimienta
- Sal gruesa, aplicado al borde del vaso.

Para el ponche de huevo y similares:
- Nuez moscada en polvo

Además de distintas frutas en gajos, rebanadas o en twist:
- Cerezas
- Limón, lima o naranja
- Piña
- Fresa
- Sandía

## Galería

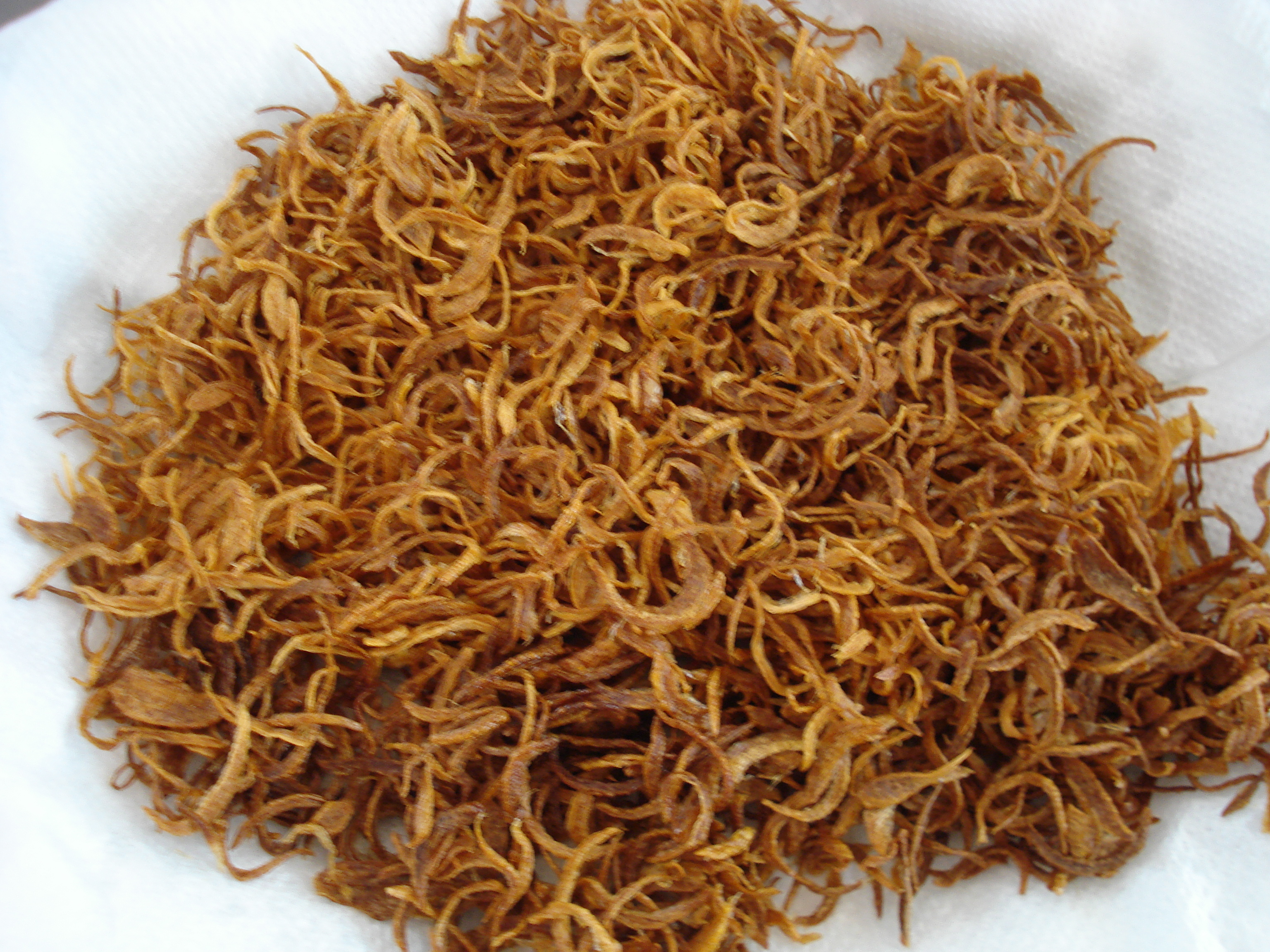
Cebolla frita, decoración para platos de carnes.
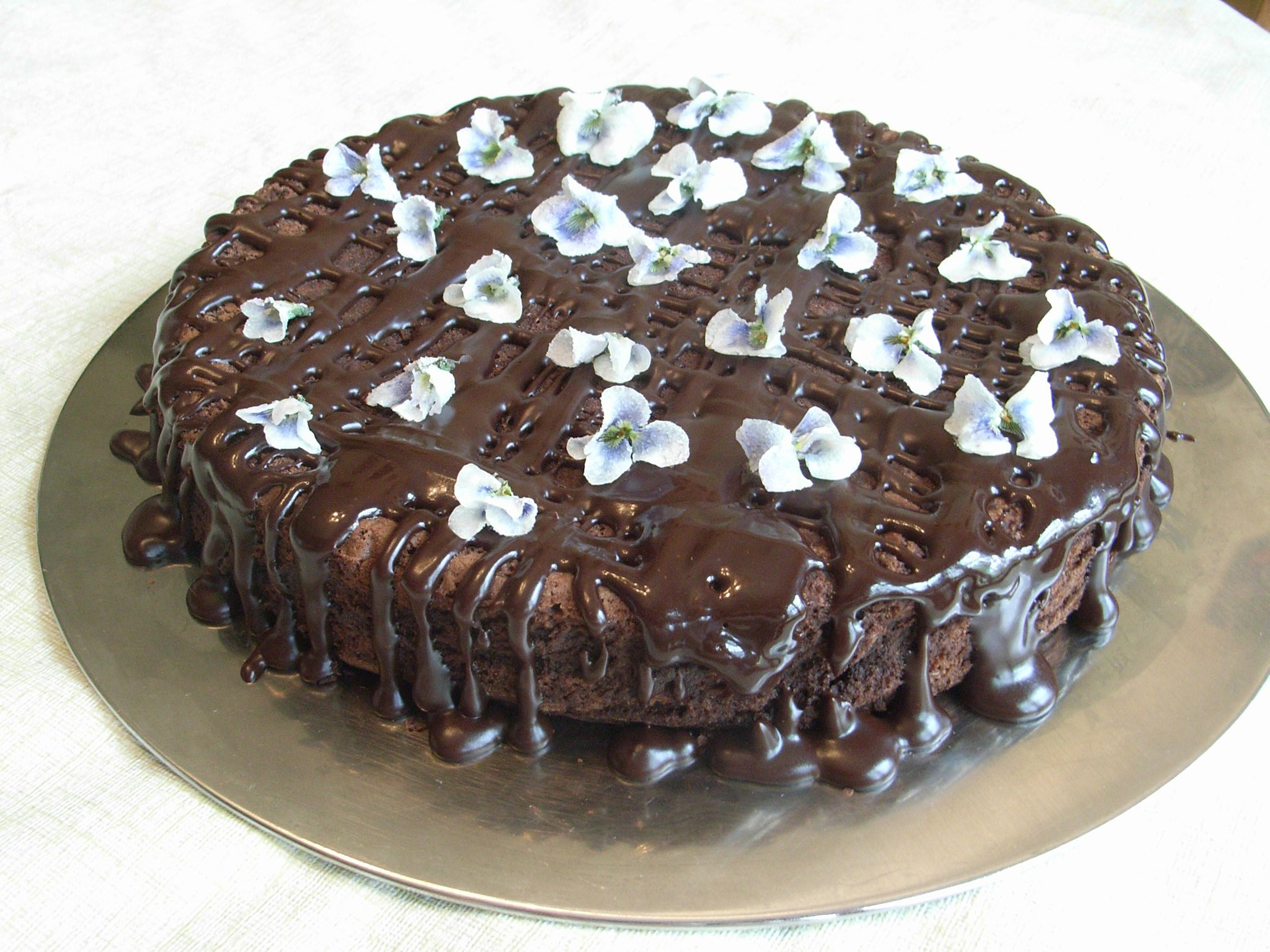
Un pastel de chocolate cubierto con ganash y adornado con violetas.
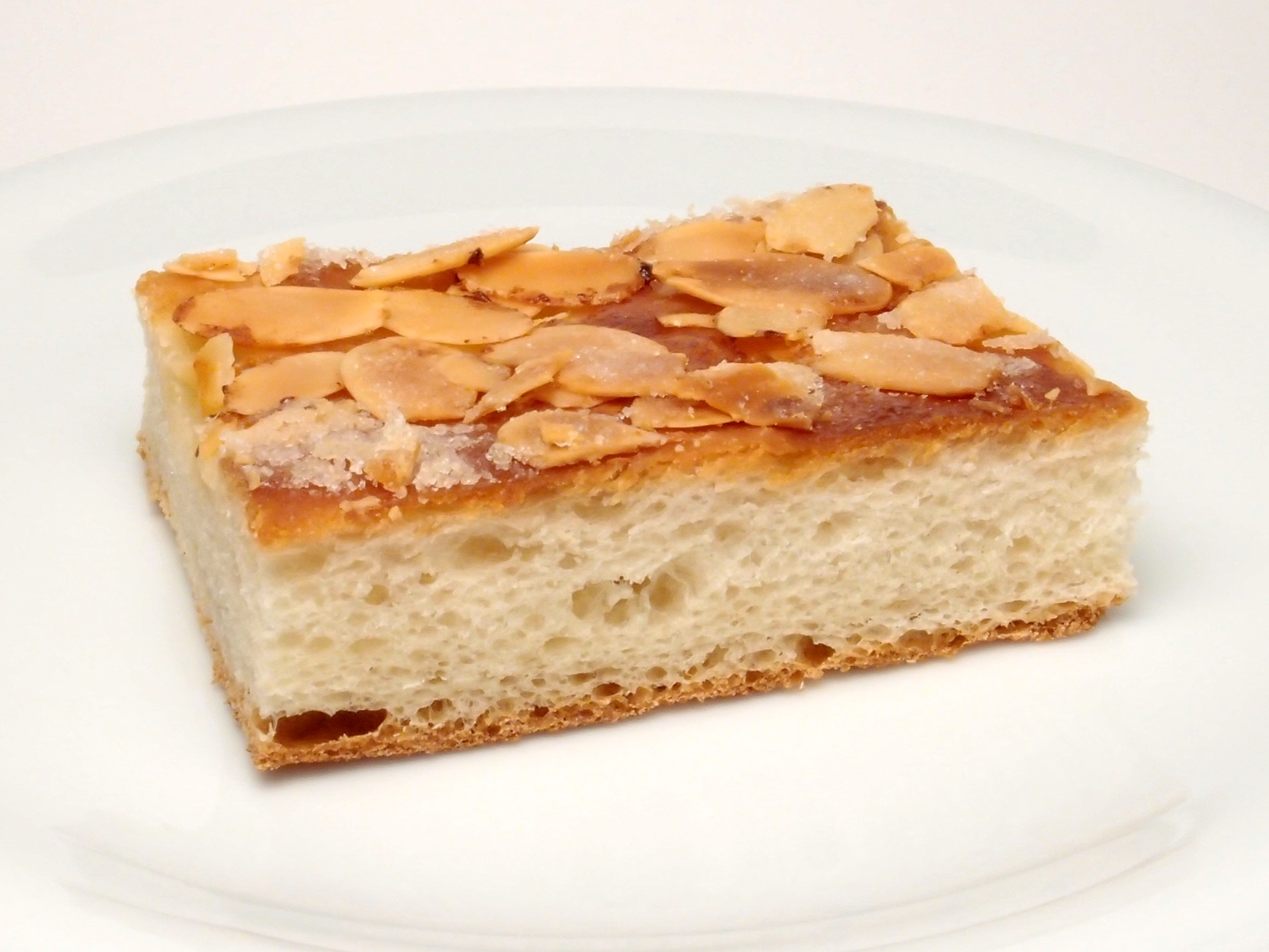
Un trozo de pastel de mantequilla adornado con almendra fileteada.
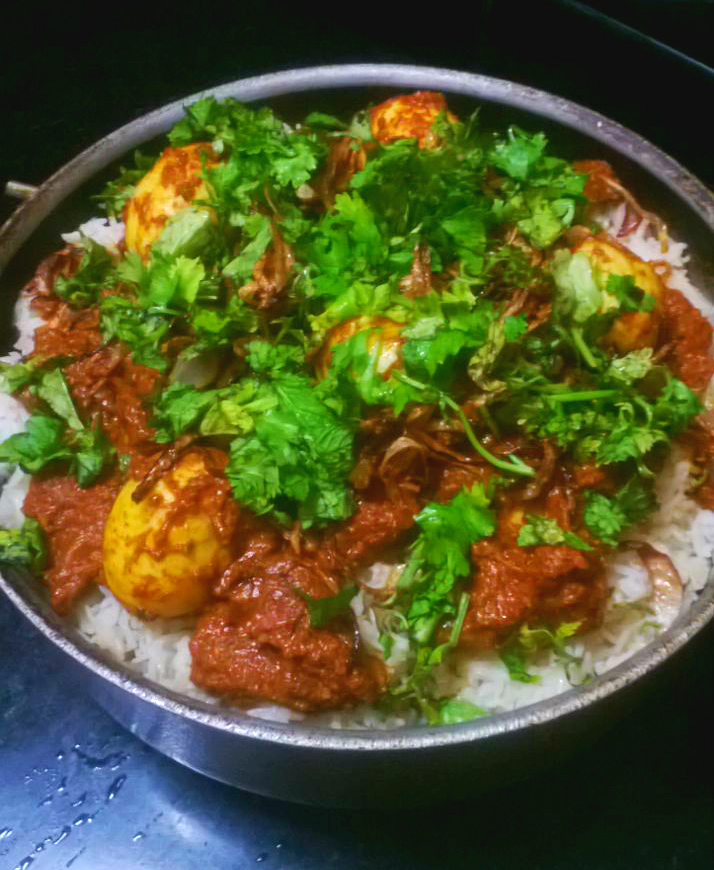
Huevo biryani decorado con cilantro
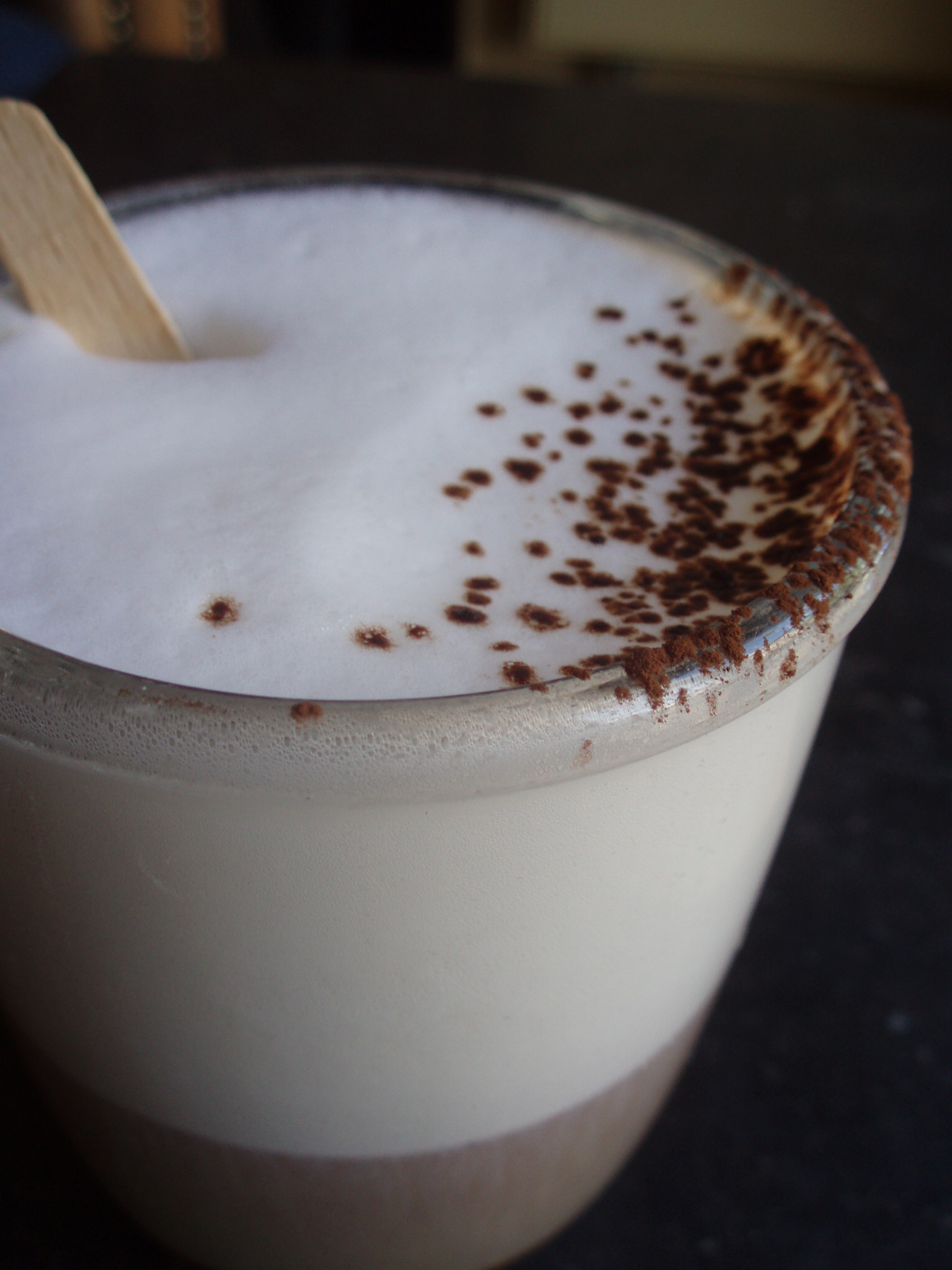
Cacao en polvo espolvoreado sobre un capuchino.
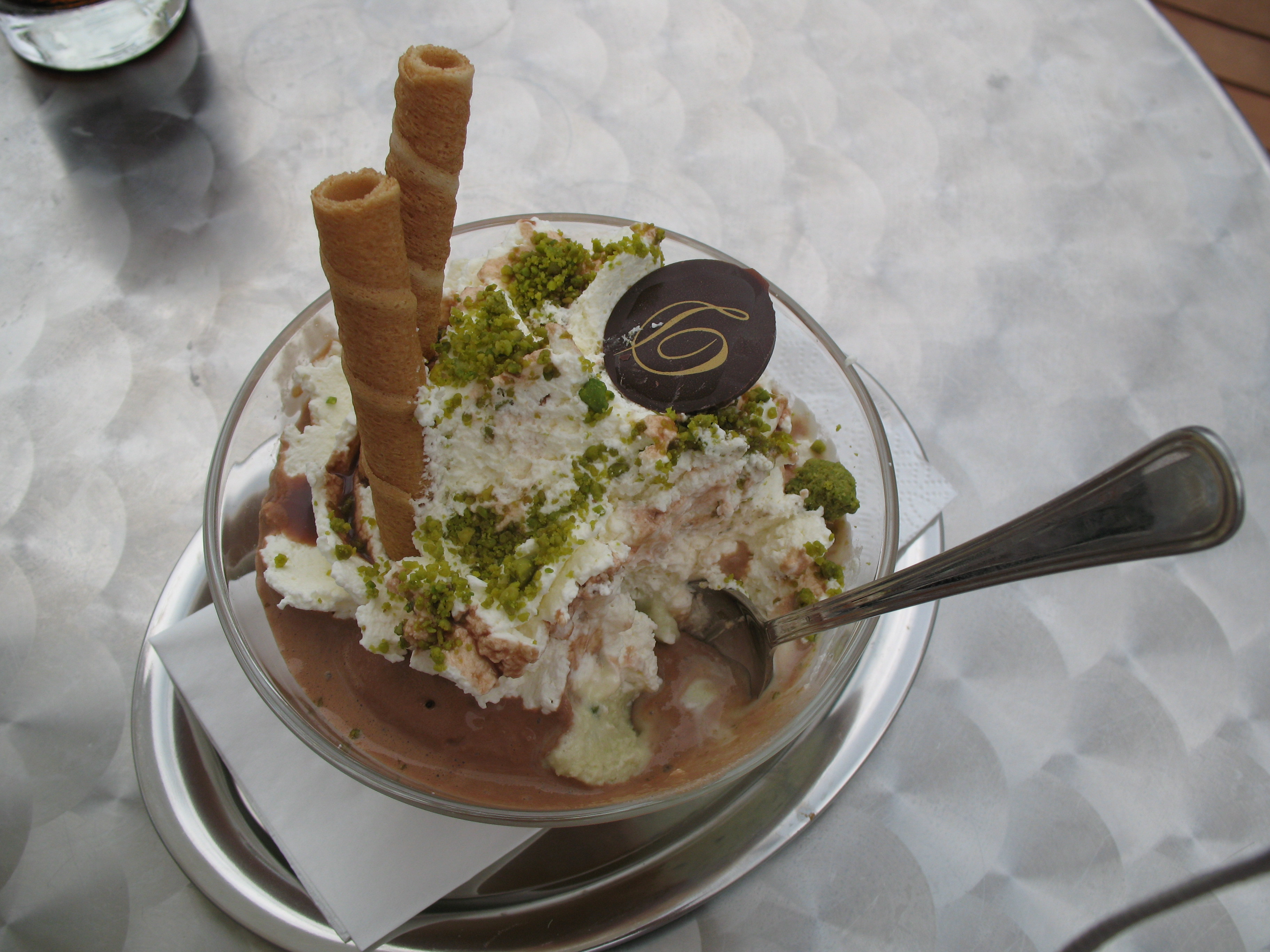
Helado con diferentes decoraciones: barquillos, pistacho en grano y un botón de chocolate con el logo de la marca.
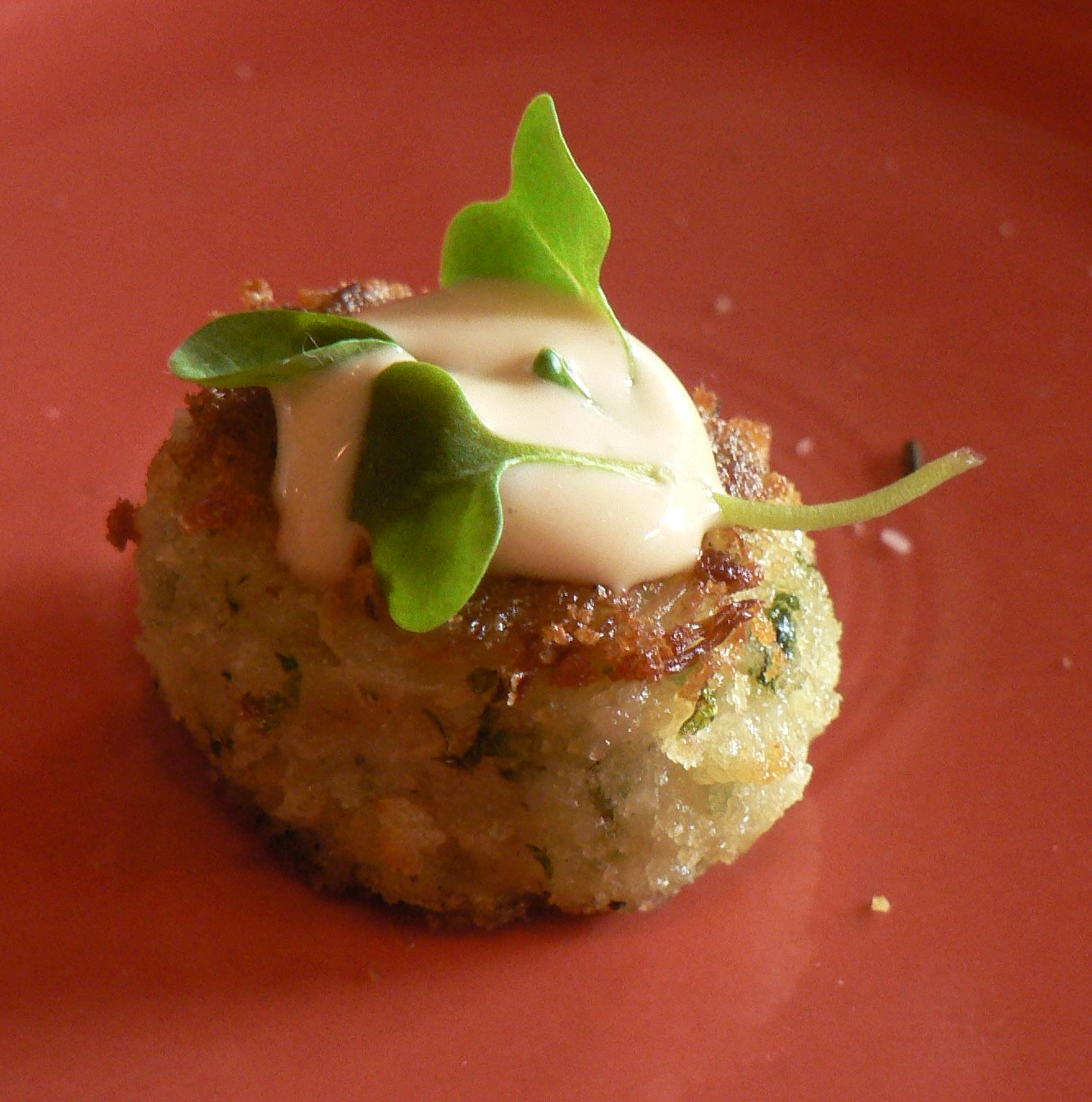
Un crabcake adornado con salsa y microverde.
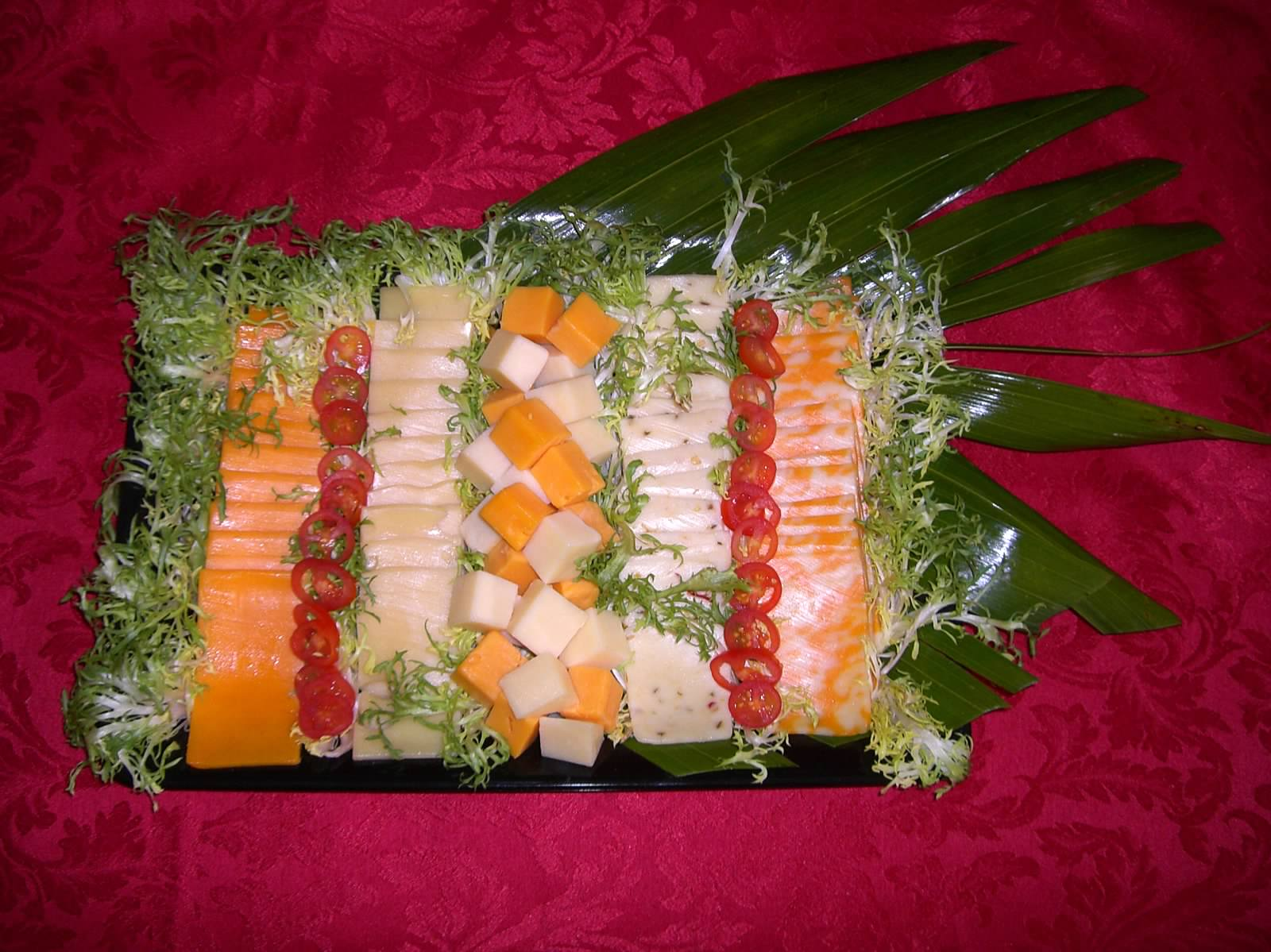
Bandeja de quesos adornada con achicorias y anillos de tomate cherri.
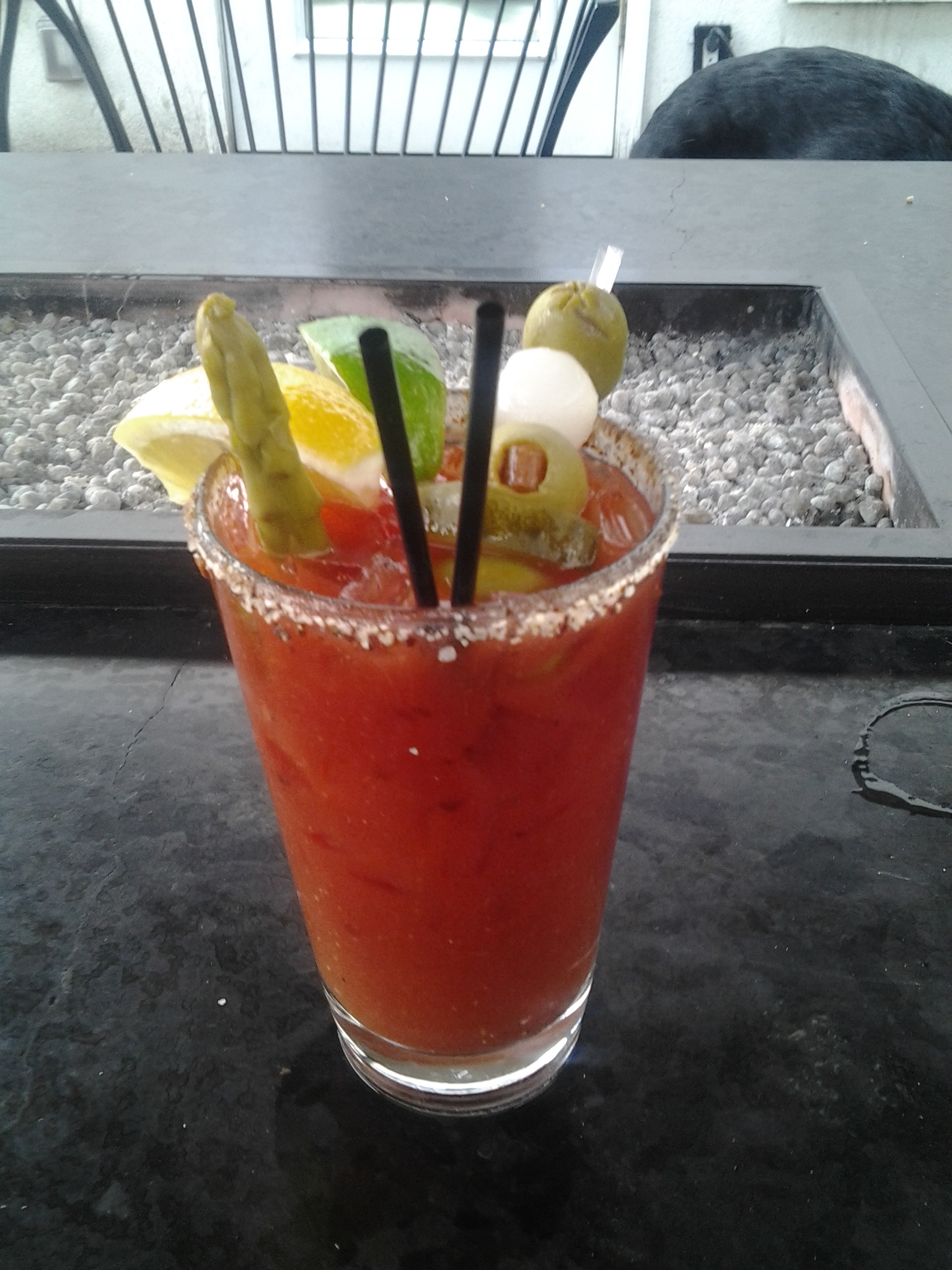
Un cóctel Bloody Mary con varias decoraciones: gajos de limón y de lima, brocheta de aceitunas y cebolla mini y un espárrago.
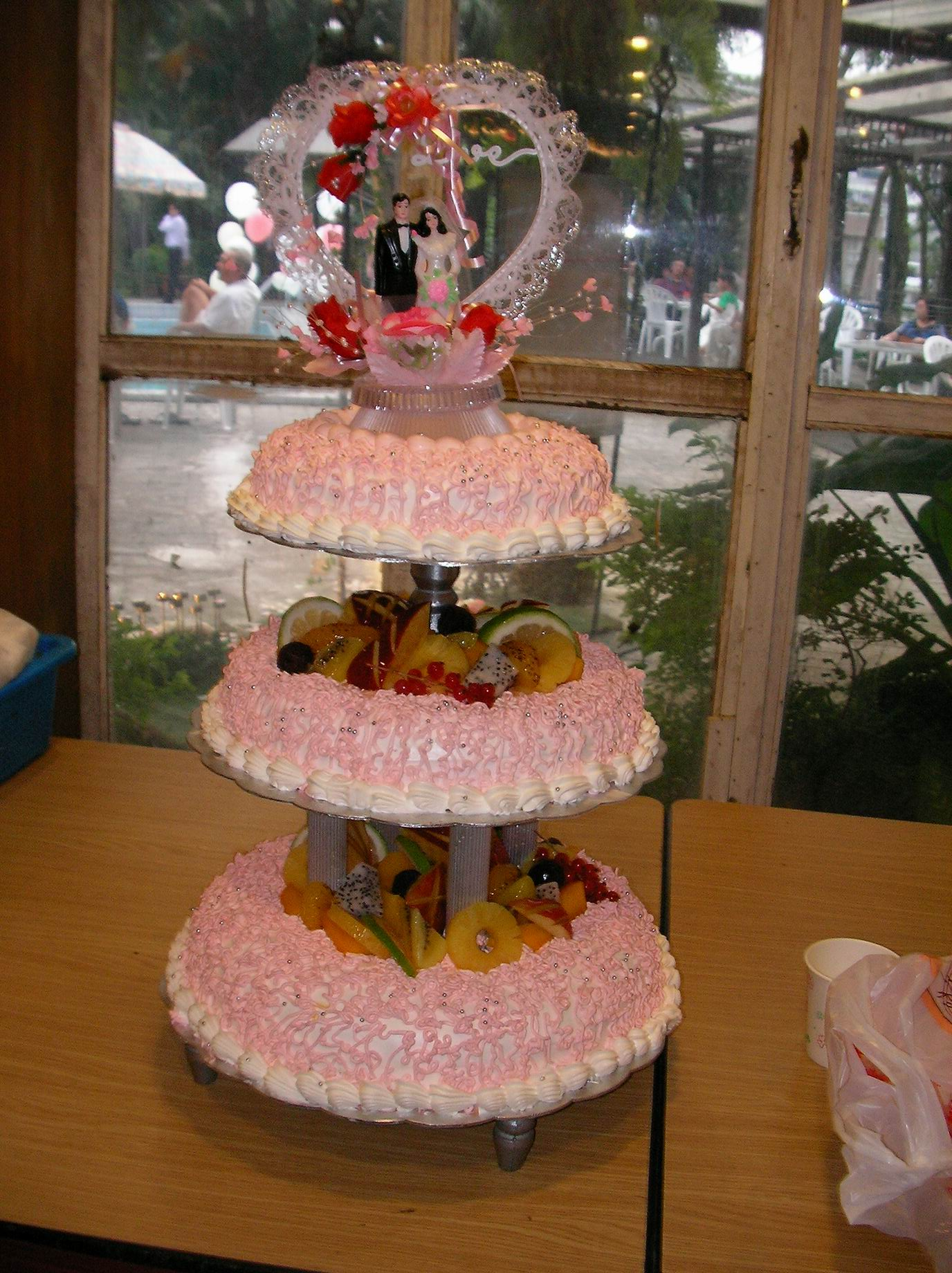
Un pastel de bodas de tres pisos, con decoración de frutas en los pisos inferiores y coronado con figuritas en el superior.
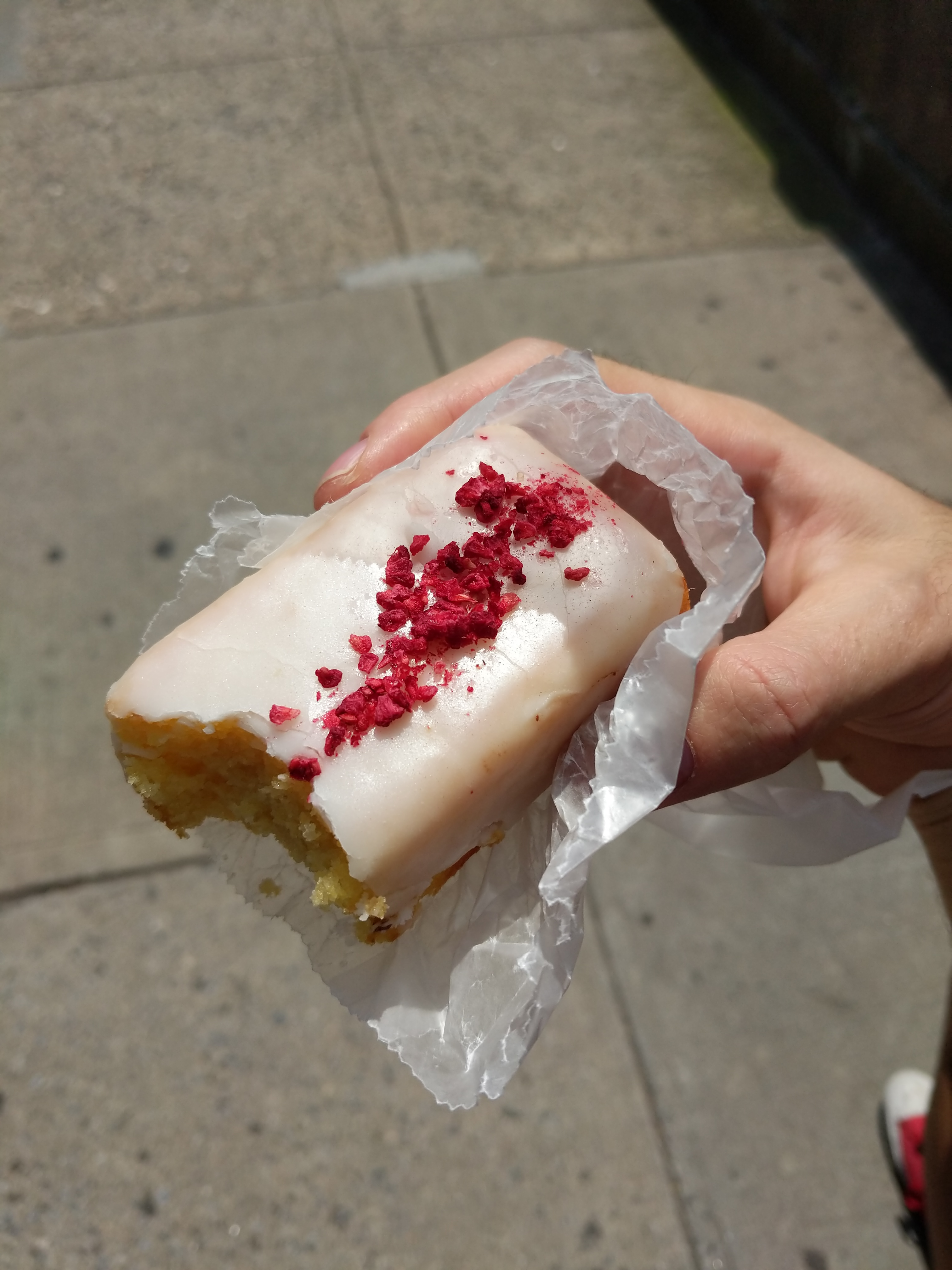
Pastel de polenta glaseado y decorado con frambuesa liofilizada.